# Hunminjeongeum

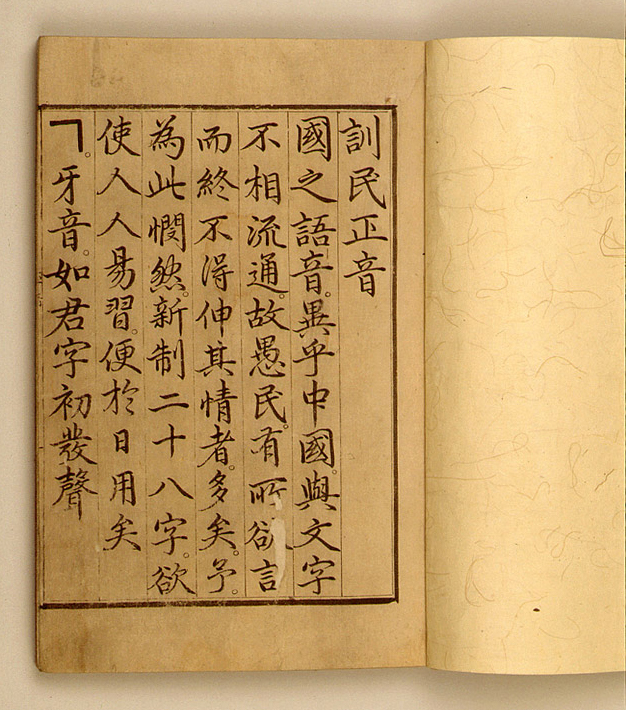
Lo Hunminjeongeum.

Lo Hunminjeongeum (훈민정음?, 訓民正音?; lett. "Suoni corretti / appropriati per l'istruzione dei popoli") è un documento pubblicato nel 1446 contenente il nuovo sistema di scrittura della lingua coreana inventato da re Sejong nel 1443. Inizialmente noto con lo stesso nome della pubblicazione, l'alfabeto fu poi chiamato hangeul, "lettere del popolo coreano".
È il primo e unico testo al mondo che sia mai stato pubblicato per illustrare un nuovo alfabeto, ed è stato incluso dall'UNESCO nel programma Memoria del mondo a ottobre 1997 per il valore linguistico, culturale e ideologico.

## Storia
Prima che venisse creato l'hangeul, i coreani usavano i caratteri cinesi per scrivere, un metodo tuttavia inefficace per riflettere la lingua parlata data la scarsa somiglianza tra cinese e coreano. L'apprendimento dei caratteri cinesi era circoscritto alla classe dirigente, e il conseguente analfabetismo del popolo aveva reso la capacità di leggere e scrivere un simbolo di potere e privilegio. Inoltre, quando la dinastia Ming era salita al potere in Cina nel tardo quattordicesimo secolo, aveva cambiato la pronuncia dei caratteri cinesi, rendendo più difficile per i coreani adattarla alla propria lingua.
Re Sejong iniziò quindi a creare un nuovo alfabeto per rendere la lingua scritta più accessibile alla gente comune, agendo in segreto poiché la classe dirigente sarebbe rimasta sconvolta dalla notizia. Sebbene sia opinione diffusa che il sovrano avesse ordinato al Jiphyeonjeon di inventare il nuovo alfabeto, gli Annali della dinastia Joseon e la prefazione di Jeong Inji allo Hunminjeongeum haerye (la versione commentata dal Jiphyeonjeon dell'Hunminjeongeum) attribuiscono a re Sejong la paternità.
Lo Hunminjeongeum fu completato da re Sejong nel dodicesimo mese lunare del 1443. Il sovrano scrisse di persona la prefazione spiegando l'origine e lo scopo dell'opera, e fornendo brevi esempi e spiegazioni di ogni lettera, mentre incaricò il Jiphyeonjeon, sotto la guida di Jeong Inji, di redigere esempi e spiegazioni dettagliate che andarono a costituire lo Hunminjeongeum haerye. Lo Hunminjeongeum fu pubblicato e reso noto al popolo nel nono mese lunare del 1446.

## Struttura
La pubblicazione è scritta in cinese classico e contiene una prefazione scritta dal re, le lettere dell'alfabeto (jamo) e brevi descrizioni dei suoni corrispondenti e del loro utilizzo. Successivamente è integrato da un documento più lungo redatto dal Jiphyeonjeon e chiamato Hunminjeongeum haerye, che è stato designato come tesoro nazionale n. 70 nel 1958.
I capitoli del testo sono sei: il primo espone i princìpi secondo cui sono state create le nuove lettere, il secondo presenta le 17 consonanti quando si trovano a inizio sillaba, il terzo le 11 vocali, il quarto illustra l'utilizzo delle consonanti quando si trovano al termine della sillaba (batchim), il quinto spiega come combinare consonanti iniziali, vocali e consonanti finali per ottenere le sillabe, il sesto e ultimo riporta esempi di parole coreane scritte con il nuovo alfabeto.
Lo Hunminjeongeum termina con la post-fazione di Jeong Inji.